# Коонга (волость)
Коонга (эст. Koonga  ) — бывшая волость в Эстонии в составе уезда Пярнумаа.

## Положение
Площадь волости — 438 км², численность населения на  1 января 2017 года составляла 1035 человек.
Административный центр волости — деревня Коонга. Помимо этого, на территории волости находилось ещё 40 деревень.
В 2017 году в результате административной реформы местных самоуправлений Эстонии волость Коонга была упразднена. Её административно-территориальные единицы вошли в состав новой волости — Ляэнеранна уезда Пярнумаа.